# آرسنس میسکاروفس
آرسنس میسکاروفس (لتونیایی: Arsens Miskarovs؛ زادهٔ ۳ مارس ۱۹۶۱) شناگر لتونیایی‌تبار اهل شوروی بود.
وی در مسابقات کشوری و بین‌المللی در مجموع برندهٔ ۲ مدال طلا، ۶ مدال نقره، ۲ مدال برنز شده‌است.